# Polymera (Polymera) monosticta
Polymera (Polymera) monosticta is een tweevleugelige uit de familie steltmuggen (Limoniidae). De soort komt voor in het Neotropisch gebied.